# 阿利安卓·崗札雷·伊納利圖
阿利安卓·崗札雷·伊納利圖（西班牙語： Alejandro González Iñárritu，發音：[aleˈxandɾo ɣonˈsales iˈɲaritu]，1963年8月15日—）是一位墨西哥男導演，生於墨西哥城。

## 生平
阿利安卓21歲時從事廣播業，主持搖滾樂節目備受歡迎。1990年進入墨西哥最大電視網「Televisa」擔任藝術指導，藉此執導了一些廣告影片。1991年成立「Zeta Films」製片公司，專門製作電視節目。後來阿利安卓開始和吉勒莫·亞瑞格合作編寫劇本，據說花了兩年的時間寫出36個版本才為《愛情像母狗》定稿。製片預算精簡，只有350萬美元，本片首先在第53屆坎城影展「國際影評人週」單元獲評審團大獎，隔年再入圍美國奧斯卡金像獎最佳外語片。由於此片頗獲好評，阿利安卓遂被邀往美國執導電影。迄今，阿利安卓的劇情長片的劇本經常由吉列尔莫·亚利亚格負責。
2000年之作品《愛情像母狗》入圍2001年美國奧斯卡最佳外語片，2003年之作品《靈魂的重量》入圍第60屆威尼斯影展正式競賽，男主角西恩·潘獲最佳男演員獎。2006年作品《火線交錯》獲第59屆坎城影展最佳導演獎、2007年美國金球獎戲劇類最佳影片。2015年和2016年各以作品《鳥人》（Birdman）和《神鬼獵人》（The Revenant）連續勇奪第87屆和第88屆奥斯卡最佳导演奖殊榮，他也成為繼約翰·福特（第13、14屆）以及約瑟夫·孟威茲（第22、23屆）之後，史上第3位成功「連莊」此獎的導演。

## 導演作品
- 2000年：《愛情像母狗》（Amores perros）
  - 英國電影學院獎最佳外語片
  - 提名第73屆奧斯卡最佳外語片獎
  - 提名第58屆（英语：58th Golden Globe Awards）金球獎最佳外語片
- 2001年：《寶馬廣告精選》（The Hire）；章節：《火藥桶》（Powder Keg）
- 2002年：《九一一事件簿》（11'09"01 September 11）；章節：《墨西哥》（Mexico）
- 2003年：《靈魂的重量》（21 Grams）
- 2006年：《火線交錯》（Babel）
  - 第64屆金球獎最佳劇情片
  - 提名第79屆奧斯卡最佳導演獎
  - 提名奧斯卡最佳影片獎
  - 提名英國電影學院獎最佳導演
  - 提名英國電影學院獎最佳影片
  - 提名金球獎最佳導演
- 2007年：《浮光掠影：每個人心中的電影院》（Chacun son cinéma）；章節：《安娜》（Anna）
- 2010年：《最後的美麗》（Biutiful）
  - 提名第83屆奧斯卡最佳外語片獎
  - 提名英國電影學院獎最佳外語片
  - 提名第68屆金球獎最佳外語片
- 2014年：《鳥人》（Birdman）
  - 第71屆威尼斯影展開幕片和主競賽片
  - 紐約影展閉幕片[2]
  - 第72屆金球獎最佳劇本
  - 第87屆奧斯卡最佳影片
  - 第87屆奧斯卡最佳原創劇本
  - 第87屆奧斯卡最佳導演
- 2015年：《神鬼獵人》（The Revenant）
  - 第73屆金球獎最佳導演
  - 第73屆金球獎最佳劇情片
  - 第68屆美國導演工會獎最佳導演
  - 第88屆奧斯卡最佳導演
- 2017年：《肉與沙（英语：Flesh and Sand）》（Carne y arena，短片）
- 2022年：《中有，部分真實的偽記事》（Bardo, o falsa crónica de unas cuantas verdades）